# إميل إيربيون
إميل إيربيون ( 23 مارس 1794 / 24 أفريل 1866)، هو ضابط عام فرنسي .

## سيرة شخصية
ولد إميل إيربيون في شالون أن شمباني بتاريخ 23 مارس 1794. بعد أن دخل الإدارة لم يتوجه للعمل العسكري؛ لكنه تطوع للتجنيد في عام 1813 في مشاة الياغر بالحرس الإمبراطوري عندما بدأت الإمبراطورية تعاني من انتكاسات عسكرية.
قام إيربيون بالمشاركة في آخر حملات الإمبراطورية الأولى فكان موجودًا في معركة واترلو. أوقف عن النشاط ثم استعاده أثناء استعادة آل بوربون.
في عام 1820 أصبح ملازمًا ثم نقيبًا عام 1825. بعد الحملة الإسبانية في عام 1823، بعد دوق أنغوليم وغوادلوب خدم إيربيون في شمال أفريقيا تحت راية بيجو ولامورسيير و دوق أومال لقهر الجزائر.
إيربيون مقدمًا في مشاة الخط الـ 62 في عام 1841 ثم عقيد في 28 يناير 1846. تمت ترقيته إلى مشير في عام 1846، أصبح القائد المؤقت للمحافظة في عام 1848، أخضع القبائل والأوراس وفي عام 1849 تولى مقاومة الزعاطشة. عاد إلى فرنسا وفي عام 1851 حصل على رتبة لواء فرقة.
في عام 1855 قاد حملة ضد الروس في شبه جزيرة القرم وفاز في معركة تشيرنايا (16 أغسطس). فارس جوقة الشرف منذ عام 1834، تم تعيينه في 16 يونيو 1856. بعد عودة السلام جلس في اللجنة الاستشارية للمشاة في عام 1859 ، تم تكليفه بالقيادة العسكرية لجنوة.
في عام 1863، عُيِّن سيناتور للإمبراطورية الثانية . توفي في 24 أبريل 1866 في باريس، لكن ووفقًا لرغباته دفن في شالون في 28 من نفس الشهر.